# Arabia Saudyjska na Zimowych Igrzyskach Olimpijskich 2022
Arabia Saudyjska na Zimowych Igrzyskach Olimpijskich 2022 – występ sportowca reprezentującego Arabię Saudyjską na igrzyskach w 2022 roku w Pekinie.
W kadrze znalazł się jeden zawodnik, startujący w slalomie gigancie w narciarstwie alpejskim. Był to debiut tego kraju w zimowej odsłonie igrzysk.

## Skład reprezentacji

### Narciarstwo alpejskie

#### Mężczyźni
- Fayik Abdi

| Konkurencja   | Zawodnik   | Zjazd 1. | Zjazd 1. | Zjazd 2. | Zjazd 2. | Suma    | Suma    | Źródło |
| Konkurencja   | Zawodnik   | Czas     | Miejsce  | Czas     | Miejsce  | Czas    | Miejsce | Źródło |
| ------------- | ---------- | -------- | -------- | -------- | -------- | ------- | ------- | ------ |
| Slalom gigant | Fayik Abdi | 1:21,44  | 51.      | 1:25,41  | 45.      | 2:46,85 | 44.     | [ 3 ]  |